# Astryld czerwonoskrzydły
Astryld czerwonoskrzydły (Estrilda rhodopyga) – gatunek małego ptaka z rodziny astryldowatych (Estrildidae). Występuje we wschodniej Afryce. Nie jest zagrożony wyginięciem.

## Taksonomia
Po raz pierwszy gatunek opisał szwedzki ornitolog Carl Jakob Sundevall w 1850 na podstawie holotypu z Sudanu. Nowemu gatunkowi nadał nazwę Estrilda rhodopyga. Jest ona obecnie (2020) akceptowana przez Międzynarodowy Komitet Ornitologiczny; wyróżnia on dwa podgatunki:
- E. r. rhodopyga Sundevall, 1850
- E. r. centralis Kothe, 1911

## Morfologia
Długość ciała wynosi 10–10,5 cm; masa ciała 6,6–9,5 g. Gatunek bliźniaczy astrylda czarnorzytnego (Estrilda troglodytes). Występuje niewyraźny dymorfizm płciowy. Jedynymi różnicami pomiędzy tym gatunkiem a astryldem czarnorzytnym jest czarny i smuklejszy dziób, czarne i dłuższe nogi oraz cieńszy pasek na pokrywach usznych.

## Występowanie
Przedstawiciele podgatunku nominatywnego zamieszkują wschodni Sudan, Erytreę i Etiopię. Reprezentanci E. r. centralis występują w południowo-wschodnim Sudanie Południowym, centralnej i południowej Etiopii, północno-zachodniej i południowej Somalii, północno-wschodniej DRK, Ugandzie, Kenii, Tanzanii i północnym Malawi. Astryldy czerwonoskrzydłe żyją na sawannach, głównie w gęstej roślinności. Przebywają w małych grupach.

## Lęgi
Lęgi w Ugandzie stwierdzono we wrześniu i maju, w Kenii w marcu, kwietniu i czerwcu. Kuliste gniazdo wije na ziemi. Samica składa od 4 do 5 jaj. Wysiadywanie trwa zwykle 13 dni.

## Status
Międzynarodowa Unia Ochrony Przyrody (IUCN) uznaje astrylda czerwonoskrzydłego za gatunek najmniejszej troski (LC, least concern) nieprzerwanie od 1988 roku. Całkowita liczebność populacji nie została oszacowana, ale ptak opisywany jest jako pospolity lub lokalnie pospolity. Trend liczebności populacji uznaje się za stabilny.

## Informacje dla hodowców
Wyjątkowo aktywny, lecz skryty astryld. Często lata. Trzymany jest w wolierach i rzadko w dużych klatkach. Trzeba mu zapewnić dużo gęstej roślinności (najlepiej z krzewów i wysokiej trawy). Podłoże powinno być zrobione z piachu. Poidełka oraz miski powinny być położone blisko dna klatki lub woliery. Gnieździ się w budkach lęgowych dla papużek falistych. Karmi się go prosem, kanarem i namoczonymi ziarnami pszenicy.